# Жан Касу
Жан Касу (фр. Jean Cassou; Деусто, код Билбаоа 9. јул 1897 – Париз, 15. јануар 1986) био је француски књижевник, ликовни критичар, историчар уметности, преводилац, главни кустос Националног музеја модерне уметности у Паризу и професор по позиву у Практичној школи за високе студије. Био је инострани члан Српске академије наука и уметности од 4. новембра 1965 године и председник Друштва пријатељства Француска – Југославија.

## Биографија
Рођен је у Шпанији. Отац му је био инжењер француског порекла, а мајка је била пореклом из Андалузије. У шеснаестој години остао је без оца и како би помогао издржавању породице почео је да ради. Школовао се у Паризу и захваљујући свом пореклу стекао широко образовање како о француској, тако и о шпанској култури. Гајио је велику страст према модерној уметности. Године 1925. Касу објављује свој први роман Éloge de la Folie (Похвала лудости) и отада следеће књиге: Les harmonies viennoises, (Бечке хармоније — 1926), La Clé des Songes (Кључ снова — 1929), Comme une Grande Image (Попут велике слике — 1931), Les Massacres de Paris (Париски покољ — 1935), Légion (Легија — 1939), Le Centre du Monde (Центар света — 1945), Le Bel Automne (Лепа јесен — 1951), Le Temps d'aimer (Време љубави — 1959), Dernières pensées d'un amoureux (Последње мисли једног заљубљеника — 1962), Le Voisinage des Cavernes (У близини су пећине — 1971). Збирке поезије које је објавио у другом периоду свога живота су: Trente-trois sonnets composés au secret, 1944; La Folie d'Amadis et autres poèmes, 1950; Suite, 1951; La Rose et le Vin, 1952). Писао је и приповетке и есеје. Значајне су две збирке надреалистичких приповетки: Sarah (1931) и De l'Étoile au Jardin des Plantes (1935). Врло су значајне и његове студије о шпанској књижевности и култури као и студије о Сервантесу и Филипу II (Cervantès, 1936; Vie de Philippe II, 1929). Његова монографија Панораме савремене шпанске књижевности је драгоцени извор знања о шпанским писцима. Монографија о Ел Греку (Еl Gгéсо, 1931) и монографија о шпанским конквистадорима (Les Сonquistadors, 1931) ни данас нису изгубиле своју вредност и значај. Значајне су и његове књижевне студије: Les Nuits de Musset, 1930, Trois poètes: Rilke, Milosz, Machado, 1954; Pour la Poésie. Касу је био уредник познатог часописа Europe (од 1935. до 1939) и високи државни чиновник у области уметности. Године 1939. ушао је у Луксембуршки музеј у Паризу, да би одмах после другог светског рата у њему, сада Националном музеју модерне уметности, постао главни кустос што ће остати све до 1970. године. за време рата био је један од истакнутих учесника Покрета отпора у Француској: био је комесар Републике за област Тулузе по налогу Де Гола, а за време окупације био је и у затвору, у коме је написао своја 33 сонета. Као главни кустос Музеја модерне уметности у Паризу, Касу се посветио изучавању и писању студија о француским сликарима. Објављује студаје о Пикасу (1937), Матису (1939), о Енгру (1947) и о Делакроaу, о импресионистима (Les impressionistes et leur époque , 1953), као и широке прегледе: Panorama des arts plastiques contemporaines (1960) и La création des mondes (1971). Његова мемоарска књига Један живот за слободу (Une vie pour la liberté, 1981) представља неку врсту аутобиографског романа. Жан Касу био је један од најангажованијих француских интелектуалаца који су се, после 1948, писањем борили против стаљинизма и фашизма, дајући подршку Југославији и њеним слободарским настојањима и као такав био је и председник Друштва Француска—Југославија у Паризу.
Са многим нашим писцима одржавао је блиске везе: с Марком Ристићем, Ели Финцијем, Душаном Матићем; промовисао је превод Андрићеве Травничке хронике у Паризу, а неколико пута је боравио у Београду и у нашој земљи. Сарађивао је и са нашим историчарима уметности.

## Признања
- Награда за књижевност Prince Pierre de Monaco (1967);
- Commandeur de la Legion de honneur;
- Compagnion de la Croix de guerre (1939–1945);
- Commandeur des Arts et des Lettres [1]